# Jan Mašek
Jan Mašek, né le 6 juillet 1978, est un céiste tchèque pratiquant le slalom.

## Palmarès

### Championnats du monde de slalom
- 2002 à Bourg-Saint-Maurice,  France
  -  Médaille d'or en C1 par équipe
- 2003 à Augsbourg,  Allemagne
  -  Médaille de bronze en C1 par équipe
- 2005 à Sydney,  Australie
  -  Médaille de bronze en C1 par équipe
- 2006 à Prague,  République tchèque
  -  Médaille d'argent en C1 par équipe
- 2007 à Foz do Iguaçu,  Brésil
  -  Médaille de bronze en C1 par équipe
- 2010 à Tacen,  Slovénie
  -  Médaille de bronze en C1 par équipe
- 2014 à Deep Creek Lake,  États-Unis
  -  Médaille d'argent en C1 par équipe
- 2017 à Pau,  France
  -  Médaille de bronze en C2 mixte
- 2018 à Rio de Janeiro,  Brésil
  -  Médaille de bronze en C2 mixte
- 2019 à La Seu d'Urgell,  Espagne
  -  Médaille de bronze en C2 mixte

### Championnats d'Europe de slalom
- 2004 à Skopje,  Macédoine
  -  Médaille d'or en C1 par équipe
- 2005 à Tacen,  Slovénie
  -  Médaille de bronze en C1 par équipe
- 2006 à L'Argentière-la-Bessée,  France
  -  Médaille de bronze en C1 par équipe
- 2009 à Nottingham,  Royaume-Uni
  -  Médaille d'or en C1 par équipe
- 2010 à Čunovo,  Slovaquie
  -  Médaille d'argent en C1 par équipe
- 2014 à Vienne,  Autriche
  -  Médaille d'argent en C1 par équipe